# Copa América Centenário – Grupo C
O grupo C da Copa América Centenário, edição especial desta competição comemorando os cem anos de realização da Copa América, organizada pela Confederação Sul-Americana de Futebol (Conmebol) e Confederação de Futebol da América do Norte, Central e Caribe (Concacaf), reunirá as seleções do México, Uruguai, Jamaica e Venezuela. Os componentes deste grupo foram definidos por sorteio realizado em 21 de fevereiro de 2016 no Hammerstein Ballroom, Nova Iorque.

## Equipes
| #  | Time      | Aparições | Melhor resultado           |
| -- | --------- | --------- | -------------------------- |
| C1 | México    | 10ª       | Vice-campeão (1993 e 2001) |
| C2 | Uruguai   | 43ª       | Campeão (Quinze vezes)     |
| C3 | Jamaica   | 2ª        | Fase de grupos (2015)      |
| C4 | Venezuela | 17ª       | 4º Lugar (2011)            |

## Estádios
Os jogos do grupo C serão disputados nos estádios localizados nas cidades de Chicago, Filadélfia, Glendale Houston, Pasadena e Santa Clara.
| Rose Bowl                     | NRG Stadium        |
| Capacidade: 92 542            | Capacidade: 71 795 |
|                               |                    |
| C4                            | C5                 |
| Filadélfia, PA                | Santa Clara, CA    |
| Lincoln Financial Field       | Levi's Stadium     |
| Capacidade: 69 176            | Capacidade: 68 500 |
|                               |                    |
| C3                            | C6                 |
| Glendale, AZ                  | Chicago, IL        |
| University of Phoenix Stadium | Soldier Field      |
| Capacidade: 63 400            | Capacidade: 61 500 |
|                               |                    |
| C2                            | C1                 |

## Classificação
| Pos. | Seleção   | Pts | J | V | E | D | GP | GC | SG |
| ---- | --------- | --- | - | - | - | - | -- | -- | -- |
| 1    | México    | 7   | 3 | 2 | 1 | 0 | 6  | 2  | +4 |
| 2    | Venezuela | 7   | 3 | 2 | 1 | 0 | 3  | 1  | +2 |
| 3    | Uruguai   | 3   | 3 | 1 | 0 | 2 | 4  | 4  | 0  |
| 4    | Jamaica   | 0   | 3 | 0 | 0 | 3 | 0  | 6  | –6 |

## Jogos

### Primeira rodada

#### Jamaica vs Venezuela
As duas equipes se encontraram em seis ocasiões anteriores, todas elas em amistosos. O último encontro foi em 27 de março de 2015, onde a Jamaica venceu por 2-1.
| 5 de junho    | Jamaica | 0 – 1                 | Venezuela    | Soldier Field, Chicago                       |
| 17:00 (UTC−4) |         | (CONMEBOL) (CONCACAF) | Martínez 15' | Público: 25 560 Árbitro: PER Víctor Carrillo |

| Cores do Time · Cores do Time · Cores do Time · Cores do Time · Cores do Time | Jamaica | Venezuela | Cores do Time · Cores do Time · Cores do Time · Cores do Time · Cores do Time |

| G                | 1                | Andre Blake       |       |     |
| LD               | 15               | Je-Vaughn Watson  |       | 88' |
| Z                | 19               | Adrian Mariappa   | 90+2' |     |
| Z                | 21               | Jermaine Taylor   |       |     |
| LE               | 20               | Kemar Lawrence    |       | 40' |
| M                | 22               | Garath McCleary   |       |     |
| M                | 10               | Jobi McAnuff      |       |     |
| M                | 3                | Michael Hector    | 20'   | 77' |
| M                | 17               | Rodolph Austin    | 24'   |     |
| A                | 8                | Clayton Donaldson |       |     |
| A                | 9                | Giles Barnes      |       |     |
| Substituições:   |                  |                   |       |     |
| Z                | 4                | Wes Morgan        |       | 40' |
| M                | 16               | Lee Williamson    |       | 77' |
| M                | 12               | Michael Binns     |       | 88' |
| Treinador:       |                  |                   |       |     |
| Winfried Schäfer | Winfried Schäfer | Winfried Schäfer  | 46'   |     |

| G              | 12 | Dani Hernández      |       |       |
| LD             | 16 | Roberto Rosales     |       |       |
| Z              | 2  | Wilker Ángel        |       |       |
| Z              | 4  | Oswaldo Vizcarrondo | 75'   |       |
| LE             | 20 | Rolf Feltscher      |       |       |
| M              | 15 | Alejandro Guerra    |       | 90+1' |
| M              | 8  | Tomás Rincón        |       |       |
| M              | 5  | Arquímedes Figuera  | 45+2' |       |
| M              | 13 | Luis Manuel Seijas  |       | 86'   |
| A              | 9  | Salomón Rondón      |       |       |
| A              | 17 | Josef Martínez      |       | 77'   |
| Substituições: |    |                     |       |       |
| M              | 18 | Adalberto Peñaranda |       | 77'   |
| M              | 10 | Rómulo Otero        |       | 86'   |
| Z              | 21 | Alexander González  |       | 90+1' |
| Treinador:     |    |                     |       |       |
| Rafael Dudamel |    |                     |       |       |

| Homem do jogo: Josef Martínez Assistentes: Jorge Yupanqui Coty Carrera Quarto árbitro: Wilmar Roldán Quinto árbitro: Javier Bustillos |

#### México vs Uruguai
As duas equipes se encontraram em dezenove encontros anteriores, sendo o mais recente na Copa América de 2011, na fase de grupos, vencida pelo Uruguai com um gol solitário de Álvaro Pereira.
| 5 de junho    | México                                                 | 3 – 1                 | Uruguai   | University of Phoenix Stadium, Arizona       |
| 20:00 (UTC−4) | Álvaro Pereira 4' · Rafael Márquez 85' · Herrera 90+2' | (CONMEBOL) (CONCACAF) | Godín 74' | Público: 60 025 Árbitro: PAR Enrique Cáceres |

| Cores do Time · Cores do Time · Cores do Time · Cores do Time · Cores do Time | México | Uruguai | Cores do Time · Cores do Time · Cores do Time · Cores do Time · Cores do Time |

| G                  | 12 | Alfredo Talavera |          |     |
| LD                 | 7  | Miguel Layún     |          |     |
| Z                  | 2  | Néstor Araujo    |          |     |
| Z                  | 5  | Diego Reyes      |          |     |
| LE                 | 15 | Héctor Moreno    |          |     |
| M                  | 16 | Héctor Herrera   |          |     |
| M                  | 4  | Rafael Márquez   |          |     |
| M                  | 18 | Andrés Guardado  | 26', 73' |     |
| A                  | 11 | Javier Aquino    |          | 55' |
| A                  | 14 | Javier Hernández |          | 83' |
| A                  | 10 | Jesús Corona     |          | 61' |
| Substituições:     |    |                  |          |     |
| A                  | 8  | Hirving Lozano   |          | 55' |
| M                  | 20 | Jesús Dueñas     |          | 61' |
| A                  | 9  | Raúl Jiménez     | 90+3'    | 83' |
| Treinador:         |    |                  |          |     |
| Juan Carlos Osorio |    |                  |          |     |

| G              | 1  | Fernando Muslera   |          |     |
| LD             | 16 | Maxi Pereira       | 68'      |     |
| Z              | 2  | José Maria Giménez | 60'      |     |
| Z              | 3  | Diego Godín        | 84'      |     |
| LE             | 6  | Álvaro Pereira     |          |     |
| M              | 5  | Carlos Sánchez     |          | 84' |
| M              | 17 | Egidio Arévalo     |          |     |
| M              | 15 | Matías Vecino      | 28', 45' |     |
| M              | 14 | Nicolás Lodeiro    |          | 46' |
| A              | 22 | Diego Rolán        |          | 60' |
| A              | 21 | Edinson Cavani     |          |     |
| Substituições: |    |                    |          |     |
| M              | 20 | Álvaro González    |          | 46' |
| A              | 8  | Abel Hernández     |          | 60' |
| M              | 10 | Gastón Ramírez     |          | 84' |
| Treinador:     |    |                    |          |     |
| Óscar Tabárez  |    |                    |          |     |

| Homem do jogo: Rafael Márquez Assistentes: Eduardo Cardozo Milciades Saldívar Quarto Árbitro: Gery Vargas Quinto Árbitro: Darío Gaona |

### Uruguai vs Venezuela
As duas equipes se encontraram em vinte e oito ocasiões anteriores, no último, valendo pelas eliminatórias da Copa do Mundo 2014 da FIFA realizada na Venezuela, vencida pelo Uruguai com um gol solitário marcado por Edinson Cavani. Seu último confronto na Copa América foi uma vitória por 4-1 para o Uruguai nas quartas de final da edição de 2007.
| 6 de junho    | Uruguai | 0 – 1                 | Venezuela  | Lincoln Financial Field, Filadélfia |
| 19:30 (UTC−4) |         | (CONMEBOL) (CONCACAF) | Rondón 36' | Árbitro: ARG Patricio Loustau       |

| Cores do Time · Cores do Time · Cores do Time · Cores do Time · Cores do Time | Uruguai | Venezuela | Cores do Time · Cores do Time · Cores do Time · Cores do Time · Cores do Time |

| G              | 1  | Fernando Muslera   |  |     |
| LD             | 16 | Maxi Pereira       |  |     |
| Z              | 2  | José Maria Giménez |  |     |
| Z              | 3  | Diego Godín        |  |     |
| LE             | 19 | Gastón Silva       |  |     |
| M              | 5  | Carlos Sánchez     |  | 80' |
| M              | 17 | Egidio Arévalo     |  |     |
| M              | 20 | Álvaro González    |  | 78' |
| M              | 10 | Gastón Ramírez     |  | 74' |
| A              | 11 | Cristhian Stuani   |  |     |
| A              | 21 | Edinson Cavani     |  |     |
| Substituições: |    |                    |  |     |
| A              | 22 | Diego Rolán        |  | 74' |
| M              | 14 | Nicolás Lodeiro    |  | 78' |
| Z              | 18 | Mathías Corujo     |  | 80' |
| Treinador:     |    |                    |  |     |
| Óscar Tabárez  |    |                    |  |     |

| G              | 12 | Dani Hernández      |     |     |
| LD             | 16 | Roberto Rosales     |     | 8'  |
| Z              | 2  | Wilker Ángel        |     |     |
| Z              | 4  | Oswaldo Vizcarrondo |     |     |
| LE             | 20 | Rolf Feltscher      |     |     |
| M              | 15 | Alejandro Guerra    |     |     |
| M              | 8  | Tomás Rincón        |     |     |
| M              | 5  | Arquímedes Figuera  | 42' | 79' |
| M              | 18 | Adalberto Peñaranda |     |     |
| A              | 9  | Salomón Rondón      |     | 78' |
| A              | 17 | Josef Martínez      | 16' |     |
| Substituições: |    |                     |     |     |
| Z              | 21 | Alexander González  |     | 8'  |
| M              | 13 | Luis Manuel Seijas  | 86' | 78' |
| M              | 10 | Rómulo Otero        |     | 79' |
| Treinador:     |    |                     |     |     |
| Rafael Dudamel |    |                     |     |     |

| Homem do Jogo: Salomón Rondón Assistentes: Ezequiel Brailovsky Ariel Mariano Scime Quarto Árbitro: Roddy Zambrano Quinto Árbitro: Luis Vera |

### México vs Jamaica
As duas equipes se encontraram em dezoito ocasiões anteriores, na mais recente, sendo a final da  Gold Cup CONCACAF de 2015, vencida pelo México por 3-1. Isto marcará a primeira vez que as duas equipes se enfrentam em uma partida oficial fora de competições oficiais da CONCACAF.
| 6 de junho    | México                      | 2 – 0                 | Jamaica | Rose Bowl, Pasadena         |
| 22:00 (UTC−4) | Hernández 18' · Peralta 81' | (CONMEBOL) (CONCACAF) |         | Árbitro: BRA Wilton Sampaio |

| Cores do Time · Cores do Time · Cores do Time · Cores do Time · Cores do Time | México | Jamaica | Cores do Time · Cores do Time · Cores do Time · Cores do Time · Cores do Time |

| G                  | 13 | Guillermo Ochoa  |  |     |
| Z                  | 2  | Néstor Araujo    |  |     |
| Z                  | 15 | Héctor Moreno    |  |     |
| Z                  | 3  | Yasser Corona    |  |     |
| V                  | 4  | Rafael Márquez   |  |     |
| M                  | 16 | Héctor Herrera   |  |     |
| M                  | 20 | Jesús Dueñas     |  | 72' |
| M                  | 7  | Miguel Layún     |  |     |
| A                  | 9  | Raúl Jiménez     |  |     |
| A                  | 14 | Javier Hernández |  | 77' |
| A                  | 10 | Jesús Corona     |  | 63' |
| Substituições:     |    |                  |  |     |
| A                  | 8  | Hirving Lozano   |  | 63' |
| M                  | 23 | Jesús Molina     |  | 72' |
| A                  | 19 | Oribe Peralta    |  | 77' |
| Treinador:         |    |                  |  |     |
| Juan Carlos Osorio |    |                  |  |     |

| G              | 1  | Andre Blake       |     |     |
| LD             | 15 | Je-Vaughn Watson  | 28' |     |
| Z              | 19 | Adrian Mariappa   |     |     |
| Z              | 4  | Wes Morgan        |     |     |
| LE             | 21 | Jermaine Taylor   |     |     |
| M              | 22 | Garath McCleary   |     |     |
| M              | 3  | Michael Hector    |     |     |
| M              | 16 | Lee Williamson    |     | 77' |
| M              | 10 | Jobi McAnuff      |     | 62' |
| A              | 8  | Clayton Donaldson |     |     |
| A              | 9  | Giles Barnes      |     |     |
| Substituições: |    |                   |     |     |
| M              | 12 | Michael Binns     |     | 62' |
| A              | 6  | Dever Orgill      |     | 77' |
| Treinador:     |    |                   |     |     |
| Miguel Coley   |    |                   |     |     |

| Homem do Jogo: Javier Hernández Assistentes: Gustavo Rossi John Alexander León Quarto Árbitro: Ricardo Montero Quinto Árbitro: Octavio Jara |

### Terceira rodada

#### México vs Venezuela
As duas equipes se encontraram em dez ocasiões anteriores, na última, o México venceu por 3-1 em um amistoso no ano de 2012, jogado no mesmo estádio deste confronto. Seu último duelo pela Copa América foi um jogo da fase de grupos em 1999, também ganho pelo México por 3-1.
| 13 de junho   | México          | 1 – 1                 | Venezuela     | NRG Stadium, Houston        |
| 20:00 (UTC−4) | J.M. Corona 80' | (CONMEBOL) (CONCACAF) | Velázquez 10' | Árbitro: CUB Yadel Martínez |

| Cores do Time · Cores do Time · Cores do Time · Cores do Time · Cores do Time | México | Venezuela | Cores do Time · Cores do Time · Cores do Time · Cores do Time · Cores do Time |

| G                  | 1  | José de Jesús Corona |       |     |
| LD                 | 22 | Paul Aguilar         |       |     |
| Z                  | 5  | Diego Reyes          |       |     |
| Z                  | 15 | Héctor Moreno        |       |     |
| LE                 | 6  | Jorge Torres Nilo    |       | 46' |
| M                  | 16 | Héctor Herrera       | 45+1' |     |
| M                  | 23 | Jesús Molina         | 59'   | 68' |
| M                  | 18 | Andrés Guardado      |       |     |
| A                  | 11 | Javier Aquino        |       | 18' |
| A                  | 19 | Oribe Peralta        |       |     |
| A                  | 8  | Hirving Lozano       |       |     |
| Substituições:     |    |                      |       |     |
| A                  | 10 | Jesús Corona         |       | 18' |
| Z                  | 7  | Miguel Layún         |       | 46' |
| A                  | 14 | Javier Hernández     |       | 68' |
| Treinador:         |    |                      |       |     |
| Juan Carlos Osorio |    |                      |       |     |

| G              | 12 | Dani Hernández        |     |     |
| LD             | 21 | Alexander González    | 3'  |     |
| Z              | 2  | Wilker Ángel          |     |     |
| Z              | 6  | José Manuel Velázquez |     |     |
| LE             | 20 | Rolf Feltscher        |     |     |
| M              | 15 | Alejandro Guerra      |     | 83' |
| M              | 8  | Tomás Rincón          |     |     |
| M              | 13 | Luis Manuel Seijas    |     |     |
| M              | 18 | Adalberto Peñaranda   | 69' |     |
| A              | 19 | Christian Santos      | 52' | 78' |
| A              | 7  | Yonathan Del Valle    |     | 65' |
| Substituições: |    |                       |     |     |
| A              | 17 | Josef Martínez        |     | 65' |
| A              | 9  | Salomón Rondón        |     | 78' |
| M              | 10 | Rómulo Otero          |     | 83' |
| Treinador:     |    |                       |     |     |
| Rafael Dudamel |    |                       |     |     |

| Homem do Jogo: Jesús Corona (México) Assistentes: Joseph Fletcher Darío Gaona Quarto Árbitro: Armando Villarreal Quinto Árbitro: Hiran Dopico |

#### Uruguai vs Jamaica
As duas equipes se encontraram em quatro ocasiões anteriores, sendo o último na estreia da Jamaica na Copa América de 2015, que o Uruguai venceu por 1-0.
| 13 de junho   | Uruguai                                 | 3 – 0                 | Jamaica | Levi's Stadium, Califórnia                    |
| 22:00 (UTC−4) | Hernández 21' · Watson 66' · Corujo 88' | (CONMEBOL) (CONCACAF) |         | Público: 40 166 Árbitro: COL Wilson Lamouroux |

| Cores do Time · Cores do Time · Cores do Time · Cores do Time · Cores do Time | Uruguai | Jamaica | Cores do Time · Cores do Time · Cores do Time · Cores do Time · Cores do Time |

| G              | 1  | Fernando Muslera   |  |     |
| LD             | 16 | Maxi Pereira       |  |     |
| Z              | 2  | José Maria Giménez |  |     |
| Z              | 3  | Diego Godín        |  |     |
| LE             | 19 | Gastón Silva       |  |     |
| M              | 5  | Carlos Sánchez     |  | 66' |
| M              | 17 | Arévalo Ríos       |  |     |
| M              | 20 | Álvaro González    |  | 81' |
| M              | 14 | Nicolás Lodeiro    |  |     |
| A              | 8  | Abel Hernández     |  | 74' |
| A              | 21 | Edinson Cavani     |  |     |
| Substituições: |    |                    |  |     |
| M              | 15 | Matías Vecino      |  | 66' |
| M              | 10 | Gastón Ramírez     |  | 74' |
| Z              | 18 | Mathías Corujo     |  | 81' |
| Treinador:     |    |                    |  |     |
| Óscar Tabárez  |    |                    |  |     |

| G                | 1  | Andre Blake       |     |     |
| LD               | 15 | Je-Vaughn Watson  |     |     |
| Z                | 19 | Adrian Mariappa   |     |     |
| Z                | 4  | Wes Morgan        |     |     |
| LE               | 21 | Jermaine Taylor   |     |     |
| M                | 22 | Garath McCleary   |     | 73' |
| M                | 3  | Michael Hector    | 32' |     |
| M                | 16 | Lee Williamson    |     | 69' |
| M                | 10 | Jobi McAnuff      |     | 80' |
| A                | 9  | Giles Barnes      |     |     |
| A                | 8  | Clayton Donaldson |     |     |
| Substituições:   |    |                   |     |     |
| M                | 17 | Rodolph Austin    | 84' | 69' |
| A                | 6  | Dever Orgill      |     | 73' |
| M                | 12 | Michael Binns     |     | 80' |
| Treinador:       |    |                   |     |     |
| Winfried Schäfer |    |                   |     |     |

| Homem do Jogo: Abel Hernández (Uruguai) Assistentes: Alexander Guzmán Corey Parker Quarto Árbitro: Ricardo Montero Quinto Árbitro: Juan Carlos Mora |